# Moeda escritural
Moeda escritural é o uso dos depósitos bancários como meio de pagamento. É representada pelos depósitos à vista nas instituições financeiras monetárias (bancos), e que se encontrem à livre disposição dos seus depositantes. Fazem parte dos meios de pagamento da economia e permitem a realização de transações sem necessidade da utilização de moeda (papel-moeda ou moeda metálica).
A partir do século XIX começaram a surgir os serviços de compensação bancária e de transferências (diretas ou através de cheques) entre contas correntes dos depositantes. Com isso os depósitos à vista passaram a ter valor de moeda - a chamada "moeda escritural".
A moeda escritural cumpre satisfatoriamente o papel de meio de troca, diferenciando-se do papel-moeda apenas por não ter curso forçado, sendo portanto uma moeda fiduciária, pois seu valor é devido apenas à confiança depositada no banco emissor.
Seu principal meio de movimentação hoje em dia são os cheques e os cartões eletrônicos. Há outras formas de movimentação da moeda escritural, que incluem as  transferências de crédito, as ordens de pagamento, as transferências eletrônicas disponíveis (TEDs), os documentos de crédito (DOCs) e os documentos (boletos) de cobrança/pagamento.